# Bionicle. Capitolul 1: Căutarea măștilor
Mata Nui era o insulă tropicală. Plutind pe un ocean fără sfărșit, insula e împărțită în 6 sectoare: Muntele înzăpezit Ihu, Jungla, Deșertul, Peșterile subterane, Golfurile, și Vulcanul Încins Mangai. Fiecare sector deținea un oraș, ocupat de cetățeni mici numiți Matorani. Fiecare oraș e condus de un bătrân Turaga.
Întunericul a venit de la Makuta, ale cărei măști Kanohi infectate au înnebunit bestiile Rahi de pe insulă, forțându-le să terorizeze Matoranii.
În aceste vremuri intunecate, 6 canistre au plutit pe ocean, ajungând pe plajele insulei, fiecare canistră conținând un erou Toa. Fară memorie legată de trecutul lor, cei 6 eroi își descoperă destinul împreună: Tahu, Toa de Foc; Gali, Toa de Apă; Kopaka, Toa de Gheață; Pohatu, Toa al Pietrei; Onua, Toa al Pământului; și Lewa, Toa al Aerului. Misiunea lor: colectarea celor 6 Măști ale Puterii, ascunse în Mata Nui, și să le folosească puterile pentru a-l înfrânge pe Makuta în cuibul său subteran.
Fiecare Toa trebuie să învețe să lucreze între ei și împreună cu bravii Matorani, să gasească Măștile Puterii și să devină pregătiți să îl înfrunte pe Makuta și îngrozitorii lui monștrii.